# Bitwa pod Markuszowem (1792)
Bitwa pod Markuszowem odbyła się 26 lipca 1792 roku w czasie wojny polsko-rosyjskiej 1792. Była ostatnim starciem tej wojny.

## Tło historyczne
Między innymi wskutek dysproporcji sił, wojna w obronie Konstytucji 3 maja zamieniła się w jeden wielki odwrót wojsk polskich. Wobec niemożności utrzymania linii Bugu, książę Józef Poniatowski prowadził swój korpus w kierunku stolicy, unikając stoczenia decydującej bitwy, dbając o zachowanie armii. W staczanych bitwach obronnych osiągał zresztą niemałe sukcesy (Zieleńce). Pod koniec lipca stanął kwaterą w Kurowie, gdzie dosięgła go wieść o przejściu króla Stanisława Augusta Poniatowskiego na stronę konfederacji targowickiej.

## Przebieg bitwy
Pod Markuszowem znajdowała się straż tylna wojsk polskich. Na nią uderzyli od wschodu (od strony Garbowa) niezorientowani w sytuacji politycznej  Kozacy. Zrozpaczony zachowaniem krewniaka dowódca polski pociągnął wierne mu wojska (12 szwadronów kawalerii) w bezsensowną już walkę, osobiście dowodząc i wykazując się przy tym niebywałą brawurą, wedle współczesnych przekazów - szukając śmierci. Kozacy zostali odparci i odrzuceni w kierunku Garbowa. W bitwie tej zginęło około 20 Polaków, w tym generalny inspektor kawalerii gen. Janusz Stanisław Iliński.

## Konsekwencje
Bitwa z powodu swoich rozmiarów nie miałaby większego znaczenia nawet w innej sytuacji politycznej, w tej zaś była ona pozbawiona znaczenia w ogóle. Wskutek zachowania króla okazało się, że było to ostatnie zwycięstwo wojsk polskich w tej wojnie. Choć armia polska zachowała zdolność bojową, wskutek decyzji władz wojna była przegrana.